# تیم آبرومایتیس
تیم آبرومایتیس (انگلیسی: Tim Abromaitis؛ زادهٔ ۱۷ سپتامبر ۱۹۸۹) بازیکن بسکتبال اهل ایالات متحده آمریکا است.